# Canton du Kremlin-Bicêtre
Le canton du Kremlin-Bicêtre est une circonscription électorale française située dans le département du Val-de-Marne et la région Île-de-France.
À la suite du redécoupage cantonal de 2014, les limites territoriales du canton sont remaniées, et le nombre de communes du canton passe de une plus une fraction d'une autre à deux.

## Histoire

### Période 1871-1919
Le Kremlin-Bicêtre faisait partie du canton de Villejuif
| Période | Période           | Identité                              | Étiquette                  | Qualité                                                                             |
| ------- | ----------------- | ------------------------------------- | -------------------------- | ----------------------------------------------------------------------------------- |
| 1871    | 1874 (décès)      | Pierre-Philibert Pompée (1809-1874)   | Républicain                | Instituteur Fondateur de l'école professionnelle d'Ivry Maire d'Ivry                |
| 1874    | 1884              | Benjamin Raspail                      | Extrême-gauche             | Peintre et graveur, propriétaire à Cachan Maire d'Arcueil (1875) Député (1876-1889) |
| 1884    | 1887 (décès)      | Émile Raspail                         | Républicain                | Ingénieur des Arts et Manufactures Maire d'Arcueil (1878-1887)                      |
| 1887    | 1893              | Pierre-Louis Lévêque                  | Rad.                       | Horticulteur, maire d'Ivry-sur-Seine (1879-1888)                                    |
| 1893    | 1897 (annulation) | Hyacinthe-Emmanuel Reulos (1881-1904) | Radical                    | Médecin, maire de Villejuif (1881-1904)                                             |
| 1897    | 1908              | Eugène Thomas                         | Socialiste Révolutionnaire | Ouvrier menuisier Maire du Kremlin-Bicêtre (1897-1919)                              |
| 1908    | 1917 (décès)      | Fernand Chazot (1883-1917)            | Rad.                       | Correspondant du Petit Méridional                                                   |
| 1917    | 1919              | siège vacant                          |                            |                                                                                     |

### Période 1919-1925
Le Kremlin-Bicêtre faisait partie de la 1ère circonscription du canton de Villejuif.
| Période | Période | Identité               | Étiquette | Qualité                                                            |
| ------- | ------- | ---------------------- | --------- | ------------------------------------------------------------------ |
| 1919    | 1925    | Joseph Givord (1868-?) | SFIO      | Employé, cheminot Conseiller municipal de Villeneuve-Saint-Georges |

### Période 1925-1945
Le Kremlin-Bicêtre faisait partie de la 2ème circonscription du canton de Villejuif.
| Période                     | Période                          | Identité                     | Étiquette | Qualité                                                 |
| --------------------------- | -------------------------------- | ---------------------------- | --------- | ------------------------------------------------------- |
| 1925                        | 1929                             | Rémy Mérinville (1874-1937)  | SFIC      | Artisan menuisier Adjoint au maire du Kremlin-Bicêtre   |
| 1929                        | 1935                             | Georges Gérard (1893-1944)   | SFIO      | Ouvrier menuisier Maire du Kremlin-Bicêtre (1919-1944)  |
| 1935                        | 1940 (déchu le 1er février 1940) | Georges Le Bigot (1879-1942) | SFIC      | Employé de mairie Maire de Villejuif (1937-1939)        |
| 1941 (nommé par décret)     | 1944                             | Albert Legros (1900-1985)    |           | Assureur-conseil, maire de Villejuif (1941)             |
| 1945 Décret du 12 mars 1945 | 1945                             | Louis Dolly (1905-1993)      | PCF       | Chef monteur électricien Maire de Villejuif (1944-1977) |

### Période 1945-1953
Le Kremlin-Bicêtre faisait partie du secteur de Sceaux-Ouest.
Antoine Lacroix (SFIO), médecin au Kremlin-Bicêtre, faisait partie des 13 élus du secteur.

### Période 1953-1959
Le Kremlin-Bicêtre faisait partie du 2ème secteur de la Seine.
Antoine Lacroix (SFIO) fut réélu.

### Période 1959-1967
Le Kremlin-Bicêtre formait avec Villejuif le 50ème secteur de la Seine.
| Période                                       | Période | Identité                | Étiquette | Qualité                                                                                         |
| --------------------------------------------- | ------- | ----------------------- | --------- | ----------------------------------------------------------------------------------------------- |
| 1959 50e secteur Le Kremlin-Bicêtre-Villejuif | 1967    | Louis Dolly (1905-1993) | PCF       | Chef-monteur électricien Maire de Villejuif (1944-1977) Elu en 1967 dans le Canton de Villejuif |

Le canton du Kremlin-Bicêtre a été créé lors de la mise en place du département du Val-de-Marne par le décret du 20 juillet 1967, qui comprenait les communes du Kremlin-Bicêtre et de Gentilly.
Le canton est modifié une première fois par le décret du 20 janvier 1976, qui comprend alors la commune du Kremlin-Bicêtre et une partie de celle de Villejuif.
Il est à nouveau modifié par le décret du 24 décembre 1984, qui attribue au canton la commune du Kremlin-Bicêtre et une partie de la commune de Gentilly.
Un nouveau découpage territorial du Val-de-Marne entré en vigueur à l'occasion des premières élections départementales suivant le décret du 17 février 2014. Les conseillers départementaux sont, à compter de ces élections, élus au scrutin majoritaire binominal mixte. Les électeurs de chaque canton élisent au Conseil départemental, nouvelle appellation du Conseil général, deux membres de sexe différent, qui se présentent en binôme de candidats. Les conseillers départementaux sont élus pour 6 ans au scrutin binominal majoritaire à deux tours, l'accès au second tour nécessitant 12,5 % des inscrits au 1er tour. En outre, la totalité des conseillers départementaux est renouvelée. Ce nouveau mode de scrutin nécessite un redécoupage des cantons dont le nombre est divisé par deux avec arrondi à l'unité impaire supérieure si ce nombre n'est pas entier impair, assorti de conditions de seuils minimaux. Dans le Val-de-Marne le nombre de cantons passe ainsi de 49 à 25.
Dans ce cadre, le canton comprend désormais la totalité des deux communes du Krémlin-Bicêtre et de Gentilly.

## Représentation

### Conseillers d'arrondissement (de 1919 à 1940)
| Période | Période | Identité                   | Étiquette | Qualité |
| ------- | ------- | -------------------------- | --------- | --- |
| 1919    | 1929    | Georges Gérard (1883-1944) | SFIO      | Ouvrier menuisier Maire du Kremlin-Bicêtre (1919-1944)                                                      |
| 1940    |         |                            |           | Les conseils d'arrondissement ont été suspendus par la loi du 12 octobre 1940 et n'ont jamais été réactivés |

### Conseillers généraux de 1967 à 2015
| Période | Période      | Identité                     | Étiquette | Qualité |
| ------- | ------------ | ---------------------------- | --------- | --- |
| 1967    | 1976         | Hélène Edeline               | PCF       | Sténodactylographe Sénatrice (1975-1977) Maire de Gentilly (1962-1977) Ancienne conseillère générale de la Seine (1953-1967) |
| 1976    | 1982 (décès) | Jean-Paul Kayser (1928-1982) | PCF       | Typographe, adjoint au maire de Gentilly                                                                                     |
| 1982    | 1994         | Michèle Martelli             | PCF       | Employée à l'hôpital de Bicêtre Conseillère municipale du Kremlin-Bicêtre                                                    |
| 1994    | 2015         | Alain Desmarest              | PCF       | Conseiller municipal du Kremlin-Bicêtre (jusqu'en 2014) Premier Vice-Président du Conseil Général                            |

### Conseillers départementaux depuis 2015
| Période élective | Période élective | Mandat | Mandat                   | Identité        | Nuance | Nuance | Qualité                                                                                        |
| ---------------- | ---------------- | ------ | ------------------------ | --------------- | ------ | ------ | ---------------------------------------------------------------------------------------------- |
| 2015             | 2021             | 2015   | 2021                     | Fatiha Aggoune  |        | PCF    | Fonctionnaire Conseillère municipale de Gentilly 9ème vice-présidente du conseil départemental |
| 2015             | 2021             | 2015   | octobre 2016 (démission) | Alain Desmarest |        | PCF    | Ancien conseiller municipal du Kremlin-Bicêtre                                                 |
| 2015             | 2021             | 2016   | 2021                     | Ibrahima Traoré |        | PCF    | Ancien agent social Adjoint au maire du Kremlin-Bicêtre                                        |
| 2021             | 2028             | 2021   | en cours                 | Fatiha Aggoune  |        | PCF    | Présidente du groupe PCF au conseil départemental, maire de Gentilly depuis mars 2024          |
| 2021             | 2028             | 2021   | en cours                 | Ibrahima Traoré |        | PCF    | Adjoint au Maire du Kremlin-Bicêtre                                                            |

### Résultats détaillés

#### Élections de mars 2015
À l'issue du 1er tour des élections départementales de 2015, deux binômes sont en ballottage : Fatiha Aggoune et Alain Desmarest (FG, 31,84 %) et Sarah Benbelkacem et Jérôme Giblin (Union de la Gauche, 21,03 %). Le taux de participation est de 40,12 % (9 853 votants sur 24 556 inscrits) contre 44,44 % au niveau départemental et 50,17 % au niveau national.
Au second tour, Fatiha Aggoune et Alain Desmarest (FG) sont élus avec 100 % des suffrages exprimés et un taux de participation de 28,35 % (5 142 voix pour 6 962 votants et 24 556 inscrits).

#### Élections de juin 2021
Le premier tour des élections départementales de 2021 est marqué par un très faible taux de participation (33,26 % au niveau national). Dans le canton du Kremlin-Bicêtre, ce taux de participation est de 30,28 % (7 310 votants sur 24 142 inscrits) contre 29,98 % au niveau départemental. À l'issue de ce premier tour, deux binômes sont en ballottage : Fatiha Aggoune et Ibrahima Traoré (Union à gauche, 34,85 %) et Kamel Boufraine et Sophie Guillemain (binôme écologiste, 18,53 %).
Le second tour des élections est marqué une nouvelle fois par une abstention massive équivalente au premier tour. Les taux de participation sont de 34,36 % au niveau national, 32,99 % dans le département et 31,86 % dans le canton du Kremlin-Bicêtre. Fatiha Aggoune et Ibrahima Traoré (Union à gauche) sont élus avec 53,92 % des suffrages exprimés (3 470 voix pour 7 693 votants et 24 144 inscrits),,. 

## Composition

### Composition de 1967 à 1976
Le canton comptait deux communes.
- Gentilly
- Le Kremlin-Bicêtre (chef-lieu)

### Composition de 1976 à 1984
« Le canton du Kremlin-Bicêtre comprend la commune du Kremlin-Bicêtre et la partie de la commune de Villejuif délimitée par l'axe des voies ci-après : rue Pasteur, rue Henri-Barbusse, avenue de Paris, boulevard Maxime-Gorki, rue Jean-Baptiste-Clément, rue Jean-Jaurès, avenue Paul-Vaillant-Couturier, rue Gustave-Flaubert, chemin de la Chapelle, rue. Reulos, rue Danton, rue Ambroise-Croizat, boulevard Chastenet ».

### Composition de 1984 à 2015
Le canton du Kremlin-Bicêtre recouvre la commune du Kremlin-Bicêtre, ainsi que l'est de la commune de Gentilly, située à l'est « d'une ligne définie par l'axe des voies ci-après : avenue Pasteur (à partir de la limite de la commune d'Arcueil), rue Nicolas-Debray, avenue Raspail, rue de la Division-du-Général-Leclerc, rue Charles-Frérot, rue Albert-Guilpin (jusqu'à la limite de la
commune de Paris) », selon la toponymie du décret de 1984. L'ouest de Gentilly est inclus dans le canton d'Arcueil.

### Composition depuis 2015
Le canton comprend désormais deux communes entières.
| Nom                                        | Code Insee | Intercommunalité         | Superficie (km2) | Population (dernière pop. légale) | Densité (hab./km2) | Modifier                                    |
| ------------------------------------------ | ---------- | ------------------------ | ---------------- | --------------------------------- | ------------------ | ------------------------------------------- |
| Le Kremlin-Bicêtre (bureau centralisateur) | 94043      | Métropole du Grand Paris | 1,54             | 23 678 (2022)                     | 15 375             | modifier les données · modifier les données |
| Gentilly                                   | 94037      | Métropole du Grand Paris | 1,18             | 18 883 (2022)                     | 16 003             | modifier les données · modifier les données |
| Canton du Kremlin-Bicêtre                  | 9412       |                          | 2,72             | 42 561 (2022)                     | 15 647             | modifier les données                        |

## Démographie

### Démographie avant 2015
| 1968 | 1975 | 1982 | 1990   | 1999   | 2006   | 2011   | 2012   |
| ---- | ---- | ---- | ------ | ------ | ------ | ------ | ------ |
| -    | -    | -    | 29 937 | 33 591 | 36 028 | 36 566 | 36 305 |

### Démographie depuis 2015
En 2022, le canton comptait 42 561 habitants, en évolution de −0,4 % par rapport à 2016 (Val-de-Marne : +3 %, France hors Mayotte : +2,11 %).
| 2013   | 2018   | 2022   |
| ------ | ------ | ------ |
| 42 290 | 43 427 | 42 561 |